# 胤礼
胤礼インレイは清朝聖祖・玄燁 (康熙帝) の第17子。アイシンギョロ氏。四兄・胤禛 (雍正帝) 践祚後、その名を避諱して允礼インレイに改めた。
多くの官職を歴任し、十六兄・允禄 (荘親王) とともに雍正帝・乾隆帝の強い信任を得た。
書画、丹青に長け、『清工部工程做法』、『春和堂集』、『靜遠齋』、『西藏日記』、『奉使紀行詩』などを著した。雅号は春和堂または静遠斎、法号は自得居士。

## 略年表
康熙36年 (1697) 旧暦3月2日出生。生母は陳佳氏勤妃 (純裕勤太妃)。

### 封爵参政
雍正元年 (1723)【26歳】
- 4月16日：ドロイ郡王に冊封。封号、果。[5]
- 5月27日：署右翼前鋒統領に就任。[6]
- 7月6日：署正黄旗蒙古都統・伊都善の免黜に伴い正黄旗蒙古都統管理に就任。[7]
- 7月27日：鑲藍旗漢軍都統管理に就任。[8]

雍正2年 (1724)【27歳】
- 1月17日：鑲藍旗漢軍都統・伊爾拝の免黜に伴い鑲藍旗漢軍都統に就任。[9]
- 4月12日：暢春園に建造中の兵卒宿舎について雍正帝から下問。[10]
- 5月8日：鑲紅旗満洲都統管理に就任。鑲藍旗漢軍都統管理を兼任｡[11]

雍正3年 (1725)【28歳】
- 6月3日：鑲藍旗漢軍都統事務管理に就任。[12]
- 7月17日：理藩院尚書 (吏部尚書兼務) ロンコドの出張に伴い、理藩院事務弁理に就任。[13][14]
- 8月27日：執務態度を評価され、俸銀額、俸米量、護衛数が親王基準に増給。[15]

雍正4年 (1726)【29歳】
- 3月27日：鑲藍旗満洲都統事務管理を兼任。[16]
- 7月8日：国子監事務稽察に就任。[17]

雍正6年 (1728)【31歳】
- 2月5日：ホショイ親王に陞爵。雍正帝から大賛辞を贈られた。[18]

```
爲人
ひととなり
直樸謹慎、品行卓然たり。(中略)忠誠に志を矢
ちか
ひて毫も己私に顧及せず、正理を執持して概そ瞻徇せず、朕の躬を贊襄
たす
け、允
まこと
に篤敬を稱ふ。(中略)偶爾
たま
に家に在りて調養すと雖も、而して一切の交辦
まかせ
らるる事件、仍然
なほ
心を盡して料理す。(中略)王を將て親王に晉封し、朕の子弟、及び世世の子孫の表範と爲さ著
し
めむ。
```

雍正7年 (1729)【32歳】
- 7月11日：工部事務管理に就任。[19]

雍正8年 (1730)【33歳】
- 8月28日：三庫事務総理に就任。[20]

雍正11年 (1733)【36歳】
- 8月11日：宗人府事務管理に就任。[21]
- 10月14日：戸部事務管理に就任。[22]

雍正12年 (1734)【37歳】
- 7月20日：雍正帝が允礼を泰寧 (現カンゼ･チベット族自治州泰寧県) へ派遣。清朝はジュンガル部のチベット侵犯を危惧して一時的にダライ･ラマ七世 (ケルサン･ギャツォ) を同地に移住させていたが、チベットの安寧が確保され、且つパンチェン･ラマ五世 (ロサン･イェシェー) の老衰を承けて、ダライ･ラマの帰還を計画していた。[23]
- 12月23日：允礼が泰寧県に到着し、恵遠廟に待避していたダライ･ラマ七世を訪問。[24]

雍正13年 (1735)【38歳】
- 閏4月1日：泰寧から帰京し、雍正帝に謁見。[24]

故宮博物館所蔵『郎世宁画果亲王允礼像册』：ダライ･ラマ七世を帰還させて京師に戻って来た雍正13年 (1735) の頃の允礼。作者は伊人宣教師・ジュゼッペ･カスティリオーネ (漢名：郎世寧)。

- 8月23日：雍正帝崩御、弘暦 (乾隆帝) 践祚。[26]
- 10月4日：宗人府事務総理に就任。[27]
- 12月4日：乾隆帝が先帝の嬪妃について、四季の節句や祝い事 (歲時伏臘[28]、令節寿辰) の際には親王府 (子の家) で過ごすことを許し、それ以外は宮中で過ごさせるという決定を下達。同年9月に允礼らから、寧寿宮を皇太后 (孝聖憲皇后) ひとりの住居とすることを目的に、母を自宅に引き取って奉養したいと申し出があったが、乾隆帝と皇太后は難色を示した。雍正帝は生前にそれに賛同したが、乾隆帝は、「引き取って奉養すれば親王は孝行息子だが、自分は不孝者になる」と考え、その折衷案として一年の各節目の日のみを許可した。[29][30]

乾隆元年 (1736)【39歳】
- 3月23日：3月1日に乾隆帝自らも参加した「安杆典礼」(一種の祭祀儀礼) は本来全ての親王が参加すべきところを、病気を理由に欠席したとして、宗人府は允礼の王爵剥奪を奏請。乾隆帝は允礼の勤務態度に鑑みて爵位を保留し、倍支給していた俸禄、護衛の人数を通常の一倍に戻して懲戒とした。[31]

乾隆2年 (1737)【40歳】
- 12月17日：宗人府は勅旨を承け、果親王・允礼ら数名への奉恩鎮国公爵位の授与を検討。[32]允礼に子がなかったため保留。[33]

### 罹病薨去
乾隆3年 (1738)【41歳】
- 正月2日：允礼の容態が悪化し、勅旨を受けた和親王・弘昼が訪問。[34]
- 2月2日：果親王・允礼薨去、享年41歲。同日、乾隆帝が出御し自ら果親王府を弔問。容態が好転したと太医院から聞かされていた乾隆帝はひどく駭き悲しんだ。[35]

```
今、薨逝を聞き、深く震悼を爲す｡
```

- 2月3日：祭奠。雍正帝の六子・弘曕が允礼の養嗣子となり、果親王を承襲。[36]
- 2月9日：乾隆帝の勅命により二度目の祭奠を挙行。追謚、毅。[37]

允礼の墓所は河北省保定市易県の清西陵境内、上岳各庄村北方に位置する。

## 母祖妻子

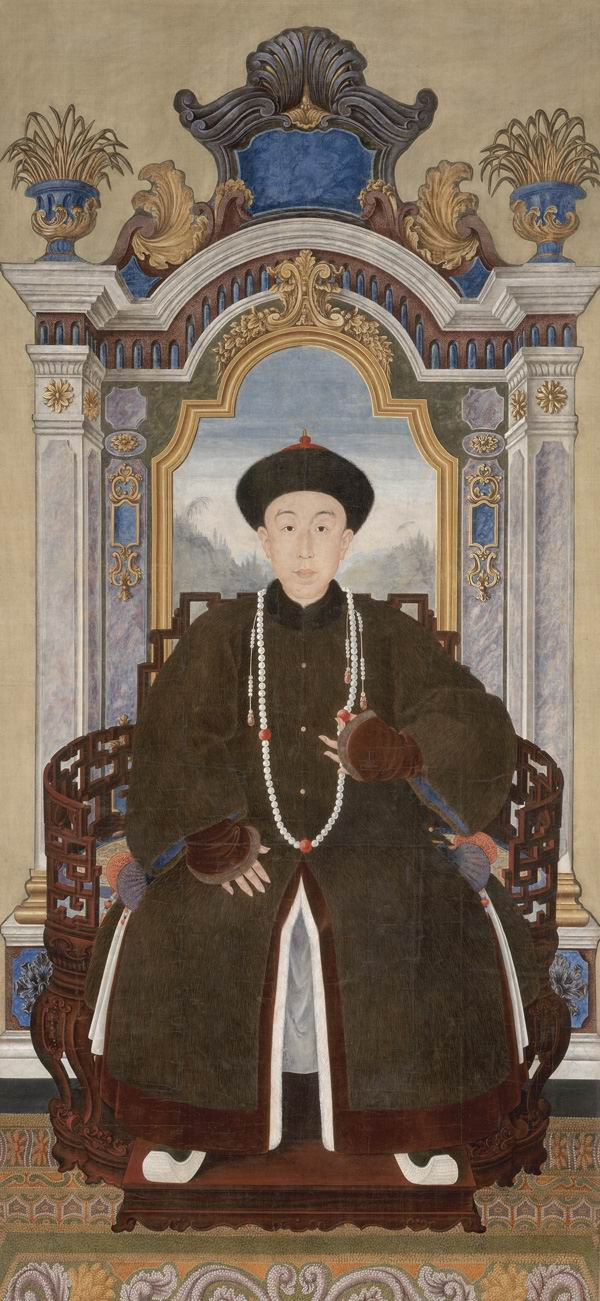
米スミソニアン博物館所蔵『Portrait of Hongyan, Prince Guo (1733-1765)』 (弘曕肖像)

本章は基本的に『愛新覺羅宗譜』に拠る。その外から引用する場合のみ脚註を附す。尚、以下の日附は(　)内の西暦を除きすべて旧暦。年齢は満年齢。

### 母祖
- 外祖父・陳希敏：雲麾使。
  - 母・陳氏：勤嬪→勤妃→純裕勤太妃。[4]

### 妻妾子女

#### ◯正室 (嫡福晋)
- 鈕祜禄ニョフル氏：果毅公・阿礼阿の娘、エビルンの孫娘。無子。

#### ◯側室 (側福晋)
- 孟氏：達色の娘。一子一女、いづれも夭折。
  - 子：長子。雍正10年 (1732) 4月16日出生。同年10月8日夭折。
  - 娘：長女。雍正12年 (1734) 12月21日出生。雍正13年 (1735) 5月29日夭折。

#### ◯養嗣子
- 子・弘曕：雍正帝第6子。雍正11年 (1733) 6月11日生。生母は謙妃劉氏 (管領・劉茂の娘)。乾隆3年 (1738) 2月に允礼の養嗣子 (過継) となりホショイ果親王を承襲。乾隆30年 (1765) 3月8日薨去、享年32歲。諡号、恭。三子一女。
  - 孫・永𤨓：長子。乾隆17年 (1752) 6月10日生。母は嫡福晋フジン・范佳氏 (御史・范鴻賓の娘)。乾隆30年 (1765) 6月襲爵、ドロイ果郡王。乾隆54年 (1789) 7月21日薨去、享年37歲。諡号、簡。
  - 孫・永燦：次子。乾隆18年 (1753) 8月13日生。永𤨓の同母弟。乾隆40年 (1775) 4月頭等侍衛就任。同年12月叙爵、頭等鎮国将軍。嘉慶5年 (1800) 3月、病身のため鎮国将軍を返上。嘉慶15年 (1810) 12月8日歿、享年57歲。

## 逸話
- 『靜遠齋詩集』に収録されている允礼作の詩に拠れば、15歳までの育ての親とも謂うべき世祖淑恵太妃と仁憲皇太后が康熙59年 (1720) の中元節に他界した為、その後毎年、中元節のたびに東陵を参詣し、生前に奉養 (年配者を養うこと) することができなかったことを淑恵太妃の墓前で慟哭して詫びたという。[38]
- 虚弱体質であった。[40]雍正6年 (1728) にホショイ親王に陞爵された際、雍正帝はその執務姿勢に賛辞を贈りながらも「王微かに弱疾有り、偶爾に家に在りて調養すと雖も…」(仕事はしっかりこなす) と述べている。[18]また、乾隆帝も同じくしばしばその病気がちの体質について触れ、即位直後には、雍正帝が生前に允礼の体質を気遣って自宅勤務を許可した (「向さきに、氣體の稍やや弱きに因り、聖懷、時時體恤し、邸第に在りて辦事せ令めき」)ことを承け、自らも同様に許可している (所有あらゆる應まさに辦すべき事宜は、即ち邸第に在りて辦理すべし)。[41]乾隆2年 (1737) の泰陵参詣の際には、「足疾」を理由に随行を免除されている。[42]

## 登場作品

### テレビドラマ
| 年次 | 原題         | 邦題                       | 配役   |
| ---- | ------------ | -------------------------- | ------ |
| 1998 | 乾隆大帝     |                            | 駱応鈞 |
| 2004 | 李衛当官 (2) |                            | 孫宝光 |
| 2011 | 宮鎖珠簾     | 宮パレス2 - 恋におちた女官 | 杜淳   |
| 2011 | 後宮甄嬛伝   | 宮廷の諍い女               | 李東学 |
| 2013 | 乾隆秘史     |                            | 石占営 |

## 脚註・参照先

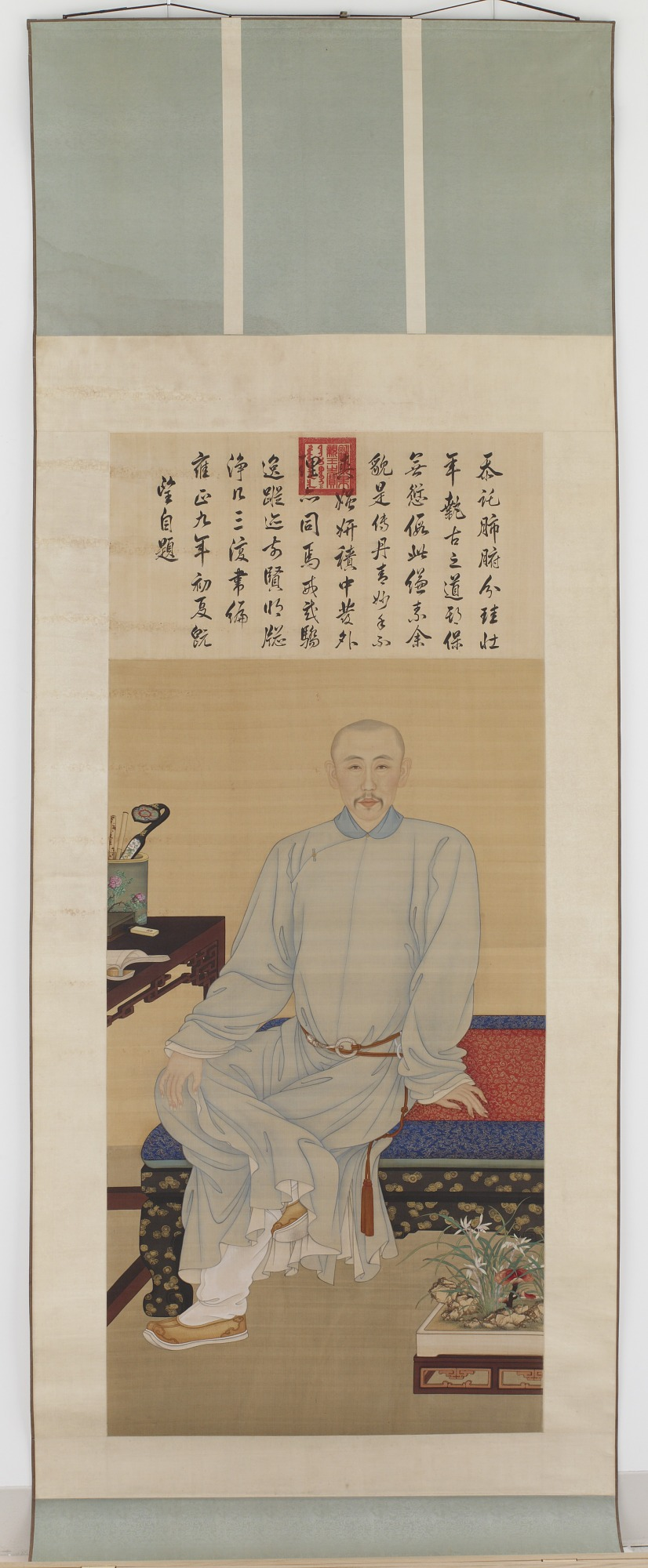
允礼肖像：雍正9年, 33歳 (米スミソニアン博物館所蔵『Portrait of Yinli, Prince Guo (1697-1738)』)

1. ↑  “Portrait of Prince Guo (1697-1738)” (英語). Nelson Atkins MUSEUM OF ART.   The Nelson-Atkins Museum of Art. 2024年1月27日閲覧。
2. ↑  “(愛新覺羅)允禮”. 人名權威.   中央研究院歷史語言研究所. 2024年1月27日閲覧。
3. ↑  “康熙36年3月2日段18070”. 聖祖仁皇帝實錄. 181. 不詳
4. 1 2  “后妃 (聖祖)”. 清史稿. 214. 清史館
5. ↑  “雍正1年4月16日段25119”. 世宗憲皇帝實錄. 6. 不詳
6. ↑  “雍正1年5月27日段25160”. 世宗憲皇帝實錄. 7. 不詳
7. ↑  “雍正1年7月6日段25195”. 世宗憲皇帝實錄. 9. 不詳
8. ↑  “雍正1年7月27日段25215”. 世宗憲皇帝實錄. 9. 不詳
9. ↑  “雍正2年1月17日段25374”. 世宗憲皇帝實錄. 15. 不詳
10. ↑  “雍正2年4月12日段25452”. 世宗憲皇帝實錄. 18. 不詳
11. ↑  “雍正2年5月8日段25499”. 世宗憲皇帝實錄. 20. 不詳
12. ↑  “雍正3年6月3日段25843”. 世宗憲皇帝實錄. 33. 不詳
13. ↑  “雍正3年7月17日段25883”. 世宗憲皇帝實錄. 34. 不詳
14. ↑  参考：『愛新覺羅宗譜』第3冊, 甲三, 1062頁には「三年八月管理藩院尙書事務」とある。
15. ↑  “雍正3年8月27日段25921”. 世宗憲皇帝實錄. 35. 不詳
16. ↑  “雍正4年3月27日段26104”. 世宗憲皇帝實錄. 42. 不詳
17. ↑  “雍正4年7月8日段26195”. 世宗憲皇帝實錄. 46. 不詳
18. 1 2  “雍正6年2月5日段26714”. 世宗憲皇帝實錄. 66. 不詳
19. ↑  “雍正7年7月11日段27162”. 世宗憲皇帝實錄. 83. 不詳
20. ↑  “雍正8年8月28日段27538”. 世宗憲皇帝實錄. 97. 不詳
21. ↑  “雍正11年8月11日段28471”. 世宗憲皇帝實錄. 134. 不詳
22. ↑  “雍正11年10月14日段28527”. 世宗憲皇帝實錄. 136. 不詳
23. ↑  “雍正12年7月20日段28742”. 世宗憲皇帝實錄. 145. 不詳
24. 1 2  “雍正13年閏4月1日段28958”. 世宗憲皇帝實錄. 155. 不詳
25. ↑  “郎世宁画果亲王允礼像册”. 故宫名画记.   故宮博物院 (北京). 2024年1月26日閲覧。
26. ↑  “雍正13年8月23日段29128”. 高宗純皇帝實錄. 1. 不詳
27. ↑  “雍正13年10月4日段29171”. 高宗純皇帝實錄. 4. 不詳
28. ↑  “歲時伏臘 suì shí fú là”. 重編國語辭典修訂本. 中華民國教育部. "伏臘，伏祠與臘祭，或曰夏祭與冬祭、伏天與臘月。歲時伏臘指逢年過節。"
29. ↑  “雍正13年12月4日段29235”. 高宗純皇帝實錄. 8. 不詳
30. ↑  参考：维基百科「允礼」には「康熙帝生前有谕旨，在他驾崩后，皇子们可将年长的母妃迎回家中居住。雍正十三年九月，果亲王允礼奏请迎养其生母纯裕勤太妃于邸第。雍正帝委婉拒绝了果亲王的请求，但是也准许纯裕勤太妃可以在每年腊月春节和节庆生日时，到果亲王邸第暂居一段时日。」とあり、拒絶したのは雍正帝ということになっている。ただ、允礼からこの相談があった9月には、雍正帝はすでに他界している為、事実と合わない。
31. ↑  “乾隆1年3月23日段29349”. 高宗純皇帝實錄. 15. 不詳
32. ↑  参考：爵位は一つだけでなく複数もつことができるが、原文に「果親王現無子嗣、俟生子之時、再行襲封」とあるように、実際は子孫に与えられることが多い。譬えば年羹堯は雍正2年、当時すでに一等公爵位を保有していたが、更に一等子爵位を与えられている。
33. ↑  “乾隆2年12月17日段30013”. 高宗純皇帝實錄. 59. 不詳
34. ↑  “乾隆3年1月2日段30028”. 高宗純皇帝實錄. 60. 不詳
35. ↑  “乾隆3年2月2日段30056”. 高宗純皇帝實錄. 62. 不詳
36. ↑  “乾隆3年2月3日段30057”. 高宗純皇帝實錄. 62. 不詳
37. ↑  “乾隆3年2月9日段30062”. 高宗純皇帝實錄. 62. 不詳
38. 1 2  参考：维基百科「允礼」より引用。典拠不詳。
39. ↑  “Portrait of Hongyan, Prince Guo (1733-1765)”. Smithsonian NATIONAL MUSEUM of ASIAN ART.   Smithsonian Institution. 2024年1月26日閲覧。
40. ↑  “諸王六 (果毅親王允禮)”. 清史稿. 220. 清史館
41. ↑  “雍正13年11月19日段29219”. 高宗純皇帝實錄. 7. 不詳
42. ↑  “乾隆2年1月24日段29650”. 高宗純皇帝實錄. 35. 不詳
43. ↑  “Portrait of Yinli, Prince Guo (1697-1738)”. Smithsonian NATIONAL MUSEUM o ASIAN ART.   Smithsonian Institution. 2024年1月26日閲覧。

### 清実録
- 富察･馬斉, 張廷玉, 蒋廷錫, 他『聖祖仁皇帝實錄』雍正9年 (1731) (漢) ＊中央研究院歴史語言研究所版
- 西林覚羅･鄂爾泰, 他『世宗憲皇帝實錄』乾隆6年 (1741) (漢) ＊中央研究院歴史語言研究所版
- 章佳･慶桂, 他『高宗純皇帝實錄』嘉慶12年 (1799) (漢) ＊中央研究院歴史語言研究所版

### 史書
- 趙爾巽, 他100余名『清史稿』清史館, 1928 (漢文) ＊中華書局版

### Webサイト
- 「明實錄、朝鮮王朝実録、清實錄資料庫」中央研究院歴史語言研究所 (台湾)
- 「爱新觉罗宗谱网」遼寧省満族経済文化発展協会
- 「Smithsonian NATIONAL MUSEUM of ASIAN ART」Smithsonian Institution (米国)

## 参考
本記事に直接の引用はしていないが、理解促進の助けとなるものを挙げる。
 YouTube
- 正直讲史-李正str「吃瓜皇子：哥哥們在奪嫡，最後的弟弟在幹啥？」(中国語)